# Giustina Renier Michiel
Giustina Renier Michiel (née à Venise le 15 octobre 1755 et morte dans la même ville le 6 avril 1832) est une écrivaine italienne, amie de l'art et des sciences, linguiste, traductrice et animatrice d'un salon littéraire dans sa ville natale.

## Biographie
Giustina Renier Michiel naît à Venise le 15 octobre 1755, fille d'Andrea Renier et de Cecilia Manin. Elle appartient à une importante famille du patriciat vénitien, les deux derniers doges, Paolo Renier et Ludovico Manin étaient, respectivement, le grand-père paternel et l'oncle maternel de Giustina.
Elle effectue ses études chez les  Capucines de Trévise, puis avec une dame française. Elle suit des cours de physique, de botanique et de chimie à l'université de Padoue et pratique les langues française et anglaise.

### Mariage et descendance
Trois filles sont nées de son mariage avec Marcantonio Michiel, célébré en 1775 : Elena (1776-1828), qui a épousé le noble Alvise Bernardo mais n'a pas eu de fils, Chiara (1777-1787) et Cecilia (1778- ?) qui a épousé le noble de Brescia Lodovico Matinengo dal Barco et a eu trois enfants, Leopardo, Magdalena et Giustina.
En 1784, elle se sépare de son mari. La raison, avancée par Giustina elle-même, est une « cohabitation difficile » (molesta coabitazione). Un rapprochement a lieu en 1828, à la suite du décès de leur fille Elena.

### Activités littéraires et salon
Profitant de la haute fonction d'ambassadeur à Rome tenue par le père de Giustina, le couple s'installe pendant un an au Palazzo Venezia. Giustina a donc l'occasion de fréquenter la société aristocratique romaine. Sa rencontre avec Vincenzo Monti marque le début de son intérêt pour la culture et les études littéraires.
Pendant de nombreuses années, elle anime un salon littéraire dans la cour Contarina à San Moisè, fréquenté, entre autres, par Ugo Foscolo, Antonio Canova, Ippolito Pindemonte, Madame de Staël, Melchiorre Cesarotti, Vincenzo Monti, Lord Byron et Cesare Cantù.
Quand Napoléon envahit Venise, en 1797, elle ferme son salon et poursuit pendant dix ans l'étude de la botanique et la publication de ses traductions de  Shakespeare. Elle traduit de l'anglais vers l'italien Othello et Macbeth en 1798, Coriolan en 1800.
Pendant la même période elle entreprend son principal travail  Le Origine delle feste veneziane publié en six volumes.
Le livre est le fruit de recherches approfondies concernant des festivals, mythes et rituels publics de Venise. Ce catalogue de traditions vénitiennes est un hommage à l'histoire de Venise.
Une fois l'occupation napoléonienne achevée, elle rouvre son salon jusqu'à sa mort. Mécène d'Antonio Canova et correspondante de Chateaubriand, elle écrit de nombreuses lettres, notamment à sa nièce Adriana Zannini, Marc Antonio Michiel et la comtesse Marina Beneti Cicciaponi.

### Dernières années
Dans ses dernières années, devenue sourde, elle porte une trompette à l'oreille.
Giustina Renier Michiel est morte à Venise le 6 avril 1832, dans son palais des  Procuratie Vecchie, à côté de la Mercerie (it) entourée de ses amis et petits-enfants à l'âge de 76 ans.
Une inscription placée dans la basilique Saint-Marc, où les funérailles ont eu lieu, la rappelle en ces termes :
« Ammirata dai suoi concittadini
e da quelli di ogni nazione
accolse benigna i migliori ingegni
per animarli a seguire
il vero ed il bello »
— Stèle Basilique Saint-Marc
        
« Admirée par ses concitoyens
et par ceux d'autres nations
elle a reçu les meilleurs talents pour les inciter à s'inspirer du
vrai et du beau »
Giustina Renier Michiel est enterrée dans la deuxième travée du Cimetière San Michele de Venise où se trouve une stèle en sa mémoire.
En 1833, son amie et rivale Isabella Teotochi Albrizzi la commémore en écrivant un portrait d'elle.